# معتمدية بني خداش
معتمدية بني خداش هي إحدى معتمديات الجمهورية التونسية، وهي إحدى المعتمديات التسعة التابعة لولاية مدنين، مركزها مدينة بني خداش.

### مواضيع ذات علاقة
- ولاية مدنين.